# Loma San Marcos
Loma San Marcos är en ort i Mexiko.   Den ligger i kommunen Cochoapa el Grande och delstaten Guerrero, i den sydöstra delen av landet, 270 km söder om huvudstaden Mexico City. Loma San Marcos ligger 2 008 meter över havet och antalet invånare är 154.
Terrängen runt Loma San Marcos är bergig åt sydväst, men åt nordost är den kuperad. Runt Loma San Marcos är det ganska glesbefolkat, med 43 invånare per kvadratkilometer. Närmaste större samhälle är Yuvinani, 10,9 km norr om Loma San Marcos. I omgivningarna runt Loma San Marcos växer huvudsakligen savannskog.